# Mars 6
Denna artikel handlar om den sovjetiska marslandaren och ska inte förväxlas med datumet 6 mars.
Mars 6 var en  sovjetisk marslandare. Den sköts upp den 5 augusti 1973, med en Proton K/D-raket. Farkosten påbörjade landningen på planeten Mars den 12 mars 1974. Resultatet av landningsförsöket är okänt då landaren slutade sända data i samband med själva landningen.

### Fotnoter
1. ↑  ”NASA Space Science Data Coordinated Archive” (på engelska). NASA. https://nssdc.gsfc.nasa.gov/nmc/spacecraft/display.action?id=1973-052A. Läst 27 mars 2020.